# Bangunan Dewan Bahasa Dan Pustaka
Le Bangunan Dewan Bahasa Dan Pustaka  est un gratte-ciel de 150 mètres de hauteur construit en 2000  à Kuala Lumpur en Malaisie.
Il abrite des bureaux sur 37 étages